# Neocheiridium strinatii
Neocheiridium strinatii är en spindeldjursart som beskrevs av Volker Mahnert och Aguiar 1986. Neocheiridium strinatii ingår i släktet Neocheiridium och familjen dvärgklokrypare. Inga underarter finns listade i Catalogue of Life.